# IC 1434
IC 1434 је расијано звјездано јато у сазвјежђу Гуштер које се налази на листи објеката дубоког неба у Индекс каталогу.
Деклинација објекта је + 52° 50' 0" а ректасцензија 22h 10m 30,0s. Привидна величина (магнитуда) објекта IC 1434 износи 9,0. IC 1434 је још познат и под ознакама OCL 223.